# سيريال اكسبيرمنت لاين
سيريال اكسبيرمنت لاين هو مسلسل أنمي ياباني من إنتاج استوديو ترانغل ستاف، ومن إخراج ريوتارو ناكامورا. وتصميم الشخصيات يوشيتوشي آبي، وتأليف شياكي جيه كوناكا. عرض عام 1998 على تلفزيون طوكيو.

## القصة
يتحدث عن فتاة خجولة وخائفة تدعى لاين وهي في نحو الثالثة عشر أو الرابعة عشر من العمر، بدأت حياتها تخرج عن سيطرتها بعد استقبالها رسالة بريد إلكتروني من فتاة بمدرستها قامت بالانتحار مسبقا. هذه الرسالة أرسلت إلى العديد من الأشخاص والتي تنص على أن هذه الفتاة المنتحرة لم تمت بعد. بدت هذه الرسالة بالنسبة للبعض كمزحة سيئة وللبعض الآخر كإزعاج كبير وإفساد للنظم والقوانين. و لكن في حالة لاين، فقد أدت بها تلك الرسالة إلى عالم وايرد وهو مكان يستطيع فيه الناس الاتصال من دون جسد مادي. و مع مرور الوقت بدأ عالم وايرد يثير فضولها ولم يمض الكثير من الوقت حتى دخلته وأصبحت متعلقة به كثيرا وهنا كانت بداية المشاكل والتغيرات المريعة.

## الشخصيات
- لاين إيواكورا (باليابانية: 岩倉 玲音)

مؤدية الصوت: كاوري شيميزو.
- ماسامي آيري (باليابانية: 英利 政美)

مؤدية الصوت: شو هايامي.
- ياساو إيواكورا (باليابانية: 岩倉 康男)

مؤدي الصوت: ريوسكي أوباياشي.
- ميهو إيواكورا (باليابانية: 岩倉 ミホ)

مؤدية الصوت: ري ايغاراشي.
- آريسو ميزوكي (باليابانية: 瑞城 ありす)

مؤدية الصوت: يوكو اسادا.
- ميكا إيواكورا (باليابانية: 岩倉 美香)

مؤدية الصوت: أياكو كاواسومي.
- تارو (باليابانية: タロウ)

## الحلقات
| رقم الحلقة | عنوان الحلقة بالانجليزية | عنوان الحلقة بالعربية | تاريخ العرض الأصلي |
| ---------- | ------------------------ | --------------------- | ------------------ |
| 1          | "Weird"                  | غريب                  | 6 يوليو 1998       |
| 2          | "Girls"                  | فتيات                 | 13 يوليو 1998      |
| 3          | "Psyche"                 | النفس                 | 20 يوليو 1998      |
| 4          | "Religion"               | الدين                 | 27 يوليو 1998      |
| 5          | "Distortion"             | تشويه                 | 3 أغسطس 1998       |
| 6          | "KIDS"                   | أطفال                 | 10 أغسطس 1998      |
| 7          | "SOCIETY"                | مجتمع                 | 17 أغسطس 1998      |
| 8          | "RUMORS"                 | الشائعات              | 24 أغسطس 1998      |
| 9          | "PROTOCOL 7"             | بروتوكول 7            | 31 أغسطس 1998      |
| 10         | "LOVE"                   | الحب                  | 7 سبتمبر 1998      |
| 11         | "Infornography"          | المعلوماتية           | 14 سبتمبر 1998     |
| 12         | "Landscape"              | منظر طبيعي            | 21 سبتمبر 1998     |
| 13         | "Ego"                    | الأنانية              | 28 سبتمبر 1998     |

## وصلات خارجية
- سيريال اكسبيرمنت لاين على موقع IMDb (الإنجليزية)
- سيريال اكسبيرمنت لاين على موقع روتن توميتوز (الإنجليزية)
- سيريال اكسبيرمنت لاين على موقع ألو سيني (الفرنسية)
- سيريال اكسبيرمنت لاين على موقع ليتربوكسد (الإنجليزية)
- سيريال اكسبيرمنت لاين على موقع كينوبويسك (الروسية)
- سيريال اكسبيرمنت لاين على موقع ألو سيني (الفرنسية)
- سيريال اكسبيرمنت لاين على موقع قاعدة بيانات الفيلم (الإنجليزية)
- سيريال اكسبيرمنت لاين على موقع ANN anime (الإنجليزية)